# Timormunia
Timormunia, tidigare kallad timorrisfågel (Padda fuscata) är en fågel i familjen astrilder inom ordningen tättingar.

## Utseende och läten
Timormunian är en 12–14 cm lång, finkliknande fågel. Svarta hjässan och strupen kontrasterar med tydligt vita kinder, liksom det chokladbruna på bröst och ovansida kontrasterar mot vit buk och undre stjärttäckare. Näbben är stålgrå, liksom benen. Liknande risfågeln saknar chokladbrunt i fjäderdräkten och har skär näbb. Lätet består av ett torrt "chip" som ges i snabba serier under sången.

## Utbredning och systematik
Fågeln förekommer på östra Små Sundaöarna (Timor, Pulau Roti och Semau). Timormunian och dess nära släkting risfågeln har ömsom placerats bland de flesta övriga munior i släktet Lonchura, ömsom i det egna släktet Padda. Efter att under en längre tid övervägande har förts till det förra lyfter allt fler ut dem igen till det senare baserat på genetiska studier och skillnad i utseende.

## Status
Timormunian tros minska relativt kraftigt i antal till följd av habitatförlust och fångst för burfågelindustrin. Världspopulationen uppskattas till mellan 6 000 och 15 000 vuxna individer. Internationella naturvårdsunionen (IUCN) kategoriserar arten som nära hotad.